# 常葉大学附属常葉中学校・高等学校
常葉大学附属常葉中学校・高等学校（とこはだいがくふぞくとこはちゅうがっこう・こうとうがっこう）は、静岡県静岡市葵区水落町にある私立中高一貫校。

## 沿革
- 1946年 - 静岡女子高等学院として開校（各種学校扱い）。静岡浅間神社北回廊を仮校舎とした。校章、校歌（後学園歌にもなる）制定。
- 1948年 - 常葉中学校開校、現在地（当時の住所表記：静岡市水落町一丁目8番地）に移転。
- 1951年 - 静岡女子高等学院、高等学校として認可され、常葉高等学校に改称。
- 1978年 - 常葉学園中学校、常葉学園高等学校にそれぞれ改称。
- 1998年 - 中学女子バスケットボール部が全国中学校バスケットボール大会にて準優勝。
- 2002年 - バスケットボール部が全国高校総体バスケットボール大会、国体、第33回全国高等学校バスケットボール選抜優勝大会で優勝し初の高校3冠を達成。
- 2013年 - 新校舎完成
- 2016年 - 常葉学園中・高等学校、新体操のアジアジュニア選手権で優勝。
- 2017年 - 校名を常葉大学附属常葉中学校・高等学校[1]へ変更。
- 2018年 - 高等学校新体操部、全国高等学校新体操選抜大会女子団体の部で優勝。

## 出身著名人
- 増田惠子 - 女優、ピンク・レディー
- 未唯mie - 歌手、ピンク・レディー
- 酒井美紀 - 女優
- 島田智佐子 - 元バスケットボール選手
- 名木洋子 - バスケットボール選手
- 山田未来 - バスケットボール選手
- 三浦歩惟 - バスケットボール選手
- 櫻田佳恵 - バスケットボール選手
- 田中真樹 - バスケットボール選手
- 風間緑 - バスケットボール選手
- 北川佳穂 - バスケットボール選手
- 根本葉瑠乃 - バスケットボール選手
- 見崎南美 - バスケットボール選手
- 篠宮杏奈 - バスケットボール選手
- 植田希歩 - バスケットボール選手
- 水鳥舞夏 - 体操選手
- 尾羽智加子 - 元女優
- 森理世 - 2007年ミス・ユニバース世界大会優勝者/中学校卒業、高校在学中にカナダへ留学
- Yukiko - モデル、タレント
- 中丸彩衣 - 女子ラグビー選手、元バスケットボール選手
- 芦川うらら - 体操選手
- 中野結香 - 元静岡朝日テレビアナウンサー[2][3]

## 系列校
- 常葉大学
- 常葉大学附属橘中学校・高等学校
- 常葉大学附属菊川中学校・高等学校